# Eric Walter Elst
Eric Walter Elst, belgijski astronom, * 30. november 1936, Mortsel, Belgija, † 2. januar 2022

## Delo
Elst je zelo uspešen odkritelj asteroidov, saj jih je odkril že več kot 3000. Pri nekaterih je bil soodkritelj.
Med pomembnejšimi je apolonski asteroid 4486 Mitra (Mithra). Odkril je 25 trojanskih asteroidov. Je tudi soodkritelj kometa/asteroida 133P/Elst-Pizarro, ki kaže lastnosti kometa in asteroida.
Njemu v čast so poimenovali asteroid 3936 Elst.